# Asahi Broadcasting Corporation
Asahi Broadcasting Group Holdings Corporation (朝日放送グループホールディングス株式会社 Asahi Hōsō Gurūpu Hōrudingusu kabushiki gaisha) là mạng truyền hình khu vực Kinki, có trụ sở tại Osaka, Nhật Bản. Vào ngày 1 tháng 4 năm 2018, bộ phận phát thanh và truyền hình đã được tách thành hai công ty con đó là: Asahi Radio Broadcasting Corporation và Asahi Television Broadcasting Corporation.